# مایک آروین
مایک آروین (انگلیسی: Mike Erwin؛ زادهٔ ۳۱ اوت ۱۹۷۸) یک هنرپیشه اهل ایالات متحده آمریکا است. وی از سال ۲۰۰۰ میلادی تاکنون مشغول فعالیت بوده‌است.
از فیلم‌ها یا برنامه‌های تلویزیونی که وی در آن نقش داشته است می‌توان به نظریه آشوب و پرندگان کوچک اشاره کرد.